# 菅原雅雪
菅原 雅雪（すがわら まさゆき、1961年 - ）は、日本の漫画家。北海道愛別町生まれ、北海道東川町在住（牛のおっぱい連載中）だったが、暁星記連載中に北海道旭川市から北海道千歳市に転居した。
1991年 アフタヌーン四季賞準入選。
暁星記の初期には塚脇永久がアシスタントをしていた。

## 作品リスト
- ホームレンジ（アフタヌーン四季賞 準入選作。アフタヌーン四季賞CHRONICLEに収録）
- 牛のおっぱい（モーニング） モデルは斉藤牧場
- タロのいちんち（モーニング）
- 蕗のお便り（モーニング）
- 暁星記（モーニング）
- 光の王国（電子書籍のみ閲覧可）[1]
- 舞う竜の記憶（平成26年）[2]